# Topcliffe (Yorkshire du Nord)
Topcliffe est un village et une paroisse civile du Yorkshire du Nord, en Angleterre.

## Histoire
Le village fut le chef-lieu de la baronnie de Guillaume de Percy qui avait reçu, après la conquête de l'Angleterre à laquelle il avait participé, aux côtés de Guillaume le Conquérant, 86 seigneuries dans le comté d'York.